# Chamaeleo namaquensis
Chamaeleo namaquensis là một loài tắc kè hoa sống trên mặt đất được tìm thấy ở sa mạc Namib thuộc Namibia và miền nam Angola.

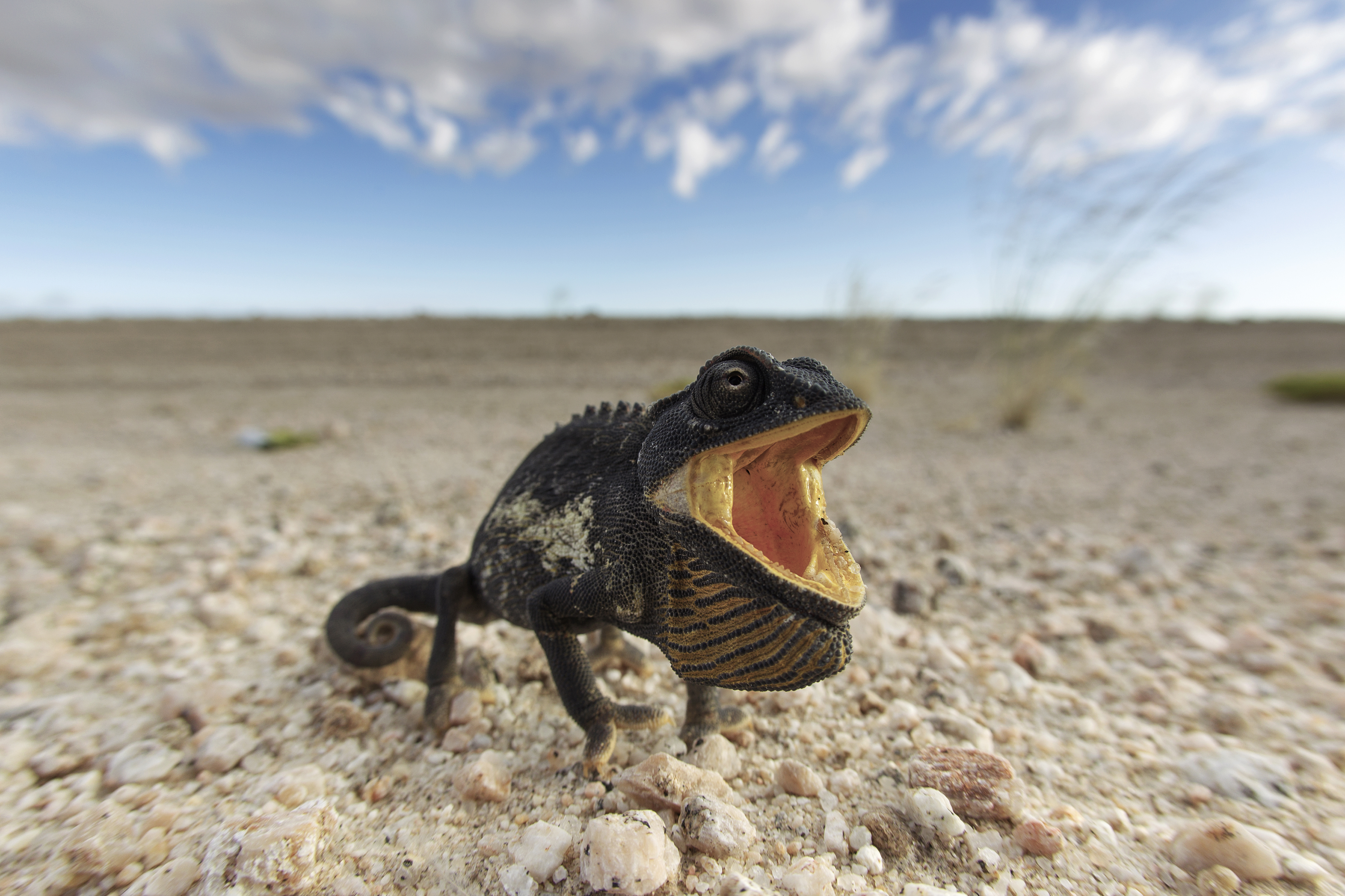
Thể hiện sự đe dọa tại Vườn quốc gia Namib-Naukluft

## Mô tả
Đây là một trong những loài tắc kè hoa lớn nhất ở miền nam châu Phi, và đạt chiều dài tới 25 cm. Đuôi của ngắn hơn so với cơ thể của và so với các loài tắc kè hoa sinh sống trên cây khác. Đây là một sự thích nghi với môi trường sống chủ yếu trên mặt đất.
Không giống như các loài tắc kè hoa sống trên cây khác, đuôi của loài này không có khả năng đu bám, nhưng chúng vẫn săn mồi theo cùng một cách như các loài tắc kè hoa khác, chúng rình con mồi một cách chậm rãi và bắt con mồi bằng lưỡi dài của chúng. Chúng ăn côn trùng (đặc biệt là bọ cánh cứng và dế), thằn lằn, bao gồm cả những con non đồng loại, rắn nhỏ, và thậm chí cả bò cạp, săn bắn chúng trong cả các đụn cát và vùng nhiều đá.
Chúng bị săn bắt bởi chó rừng, diều hâu, và đại bàng. Tương tự như loài tắc kè hoa khác, ở các khu vực gần nơi cư trú của con người, nó trở thành nạn nhân động vật ăn thịt được du nhập như mèo nhà và mèo hoang.

## Hình ảnh

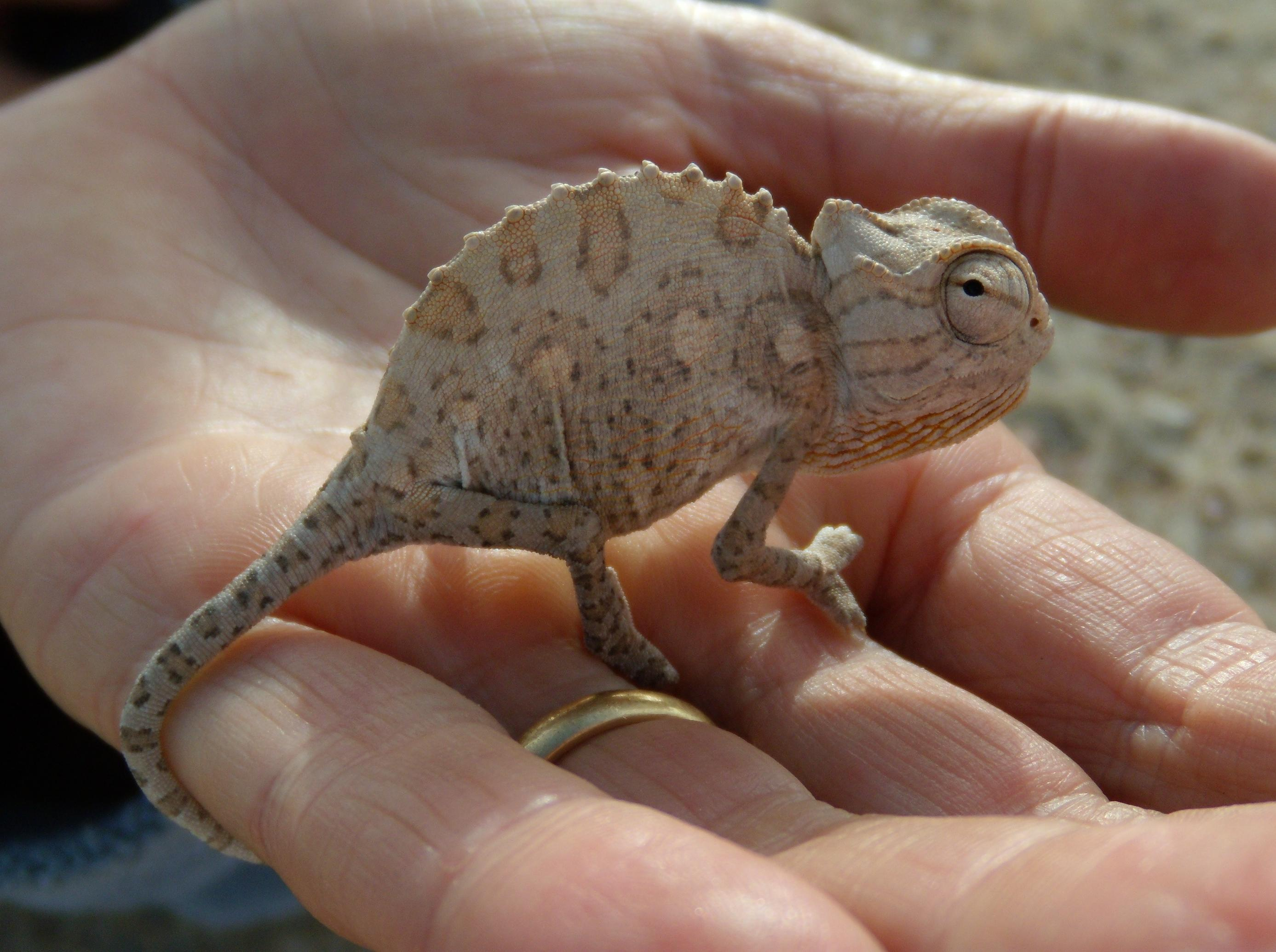
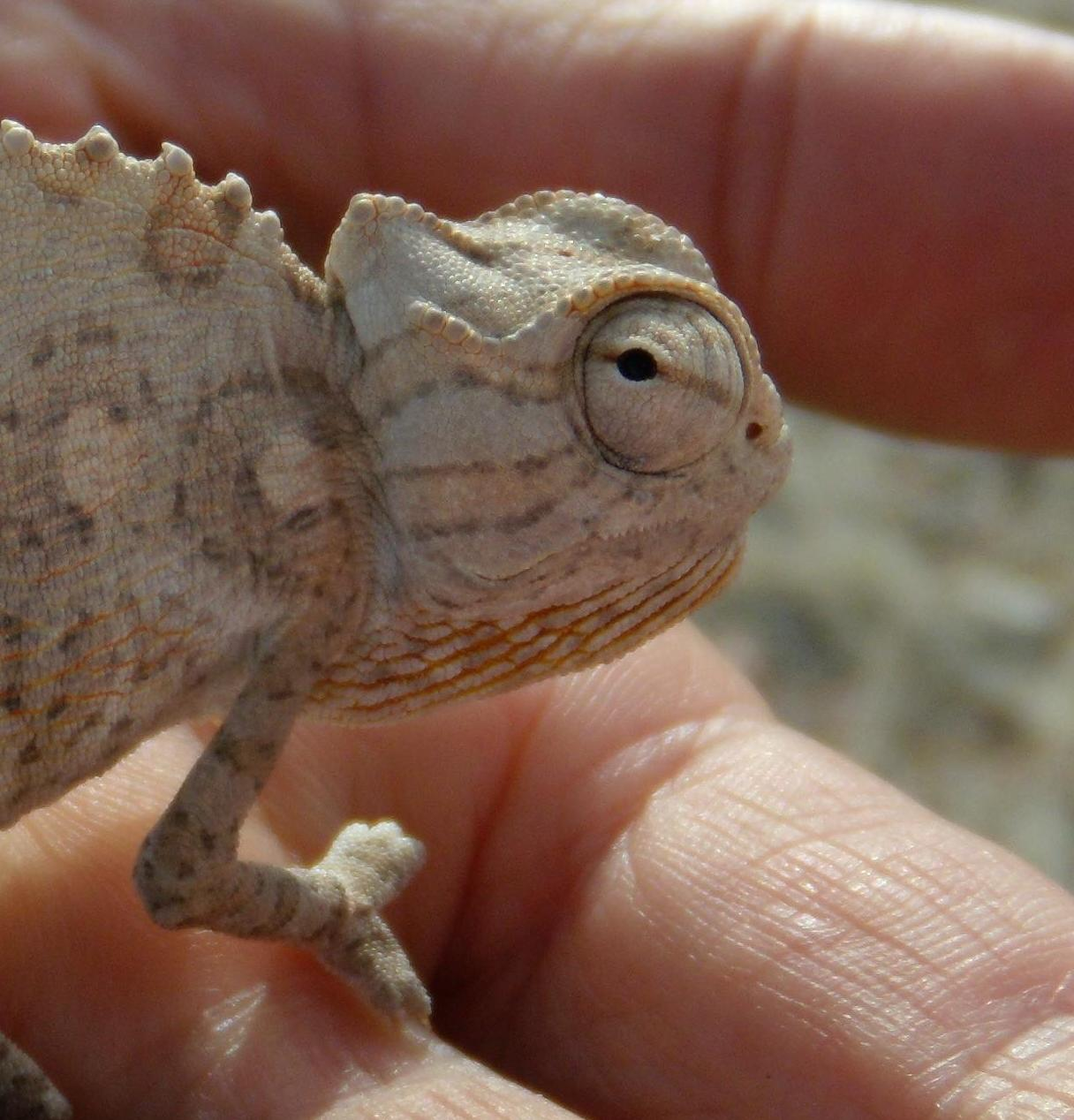
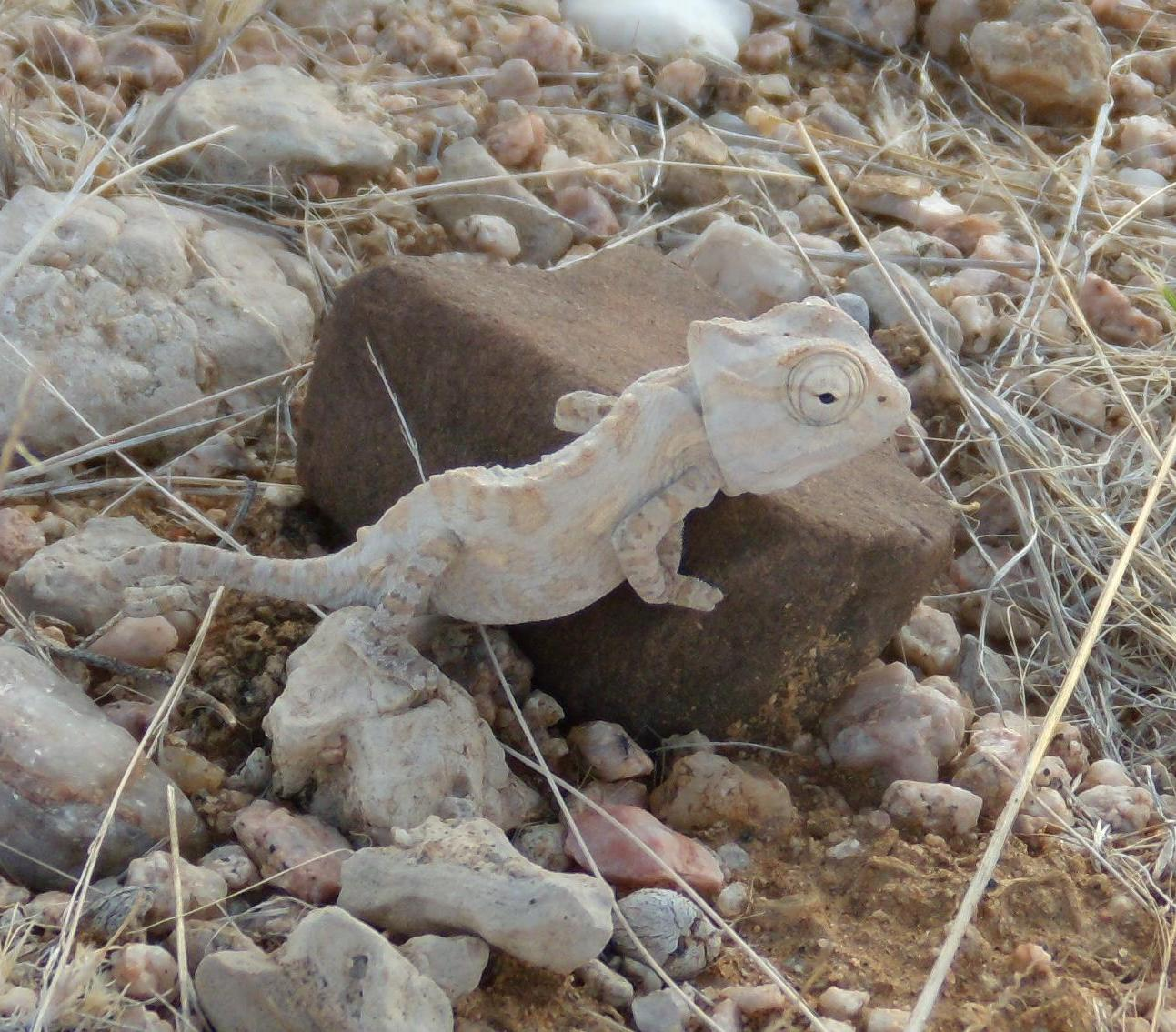
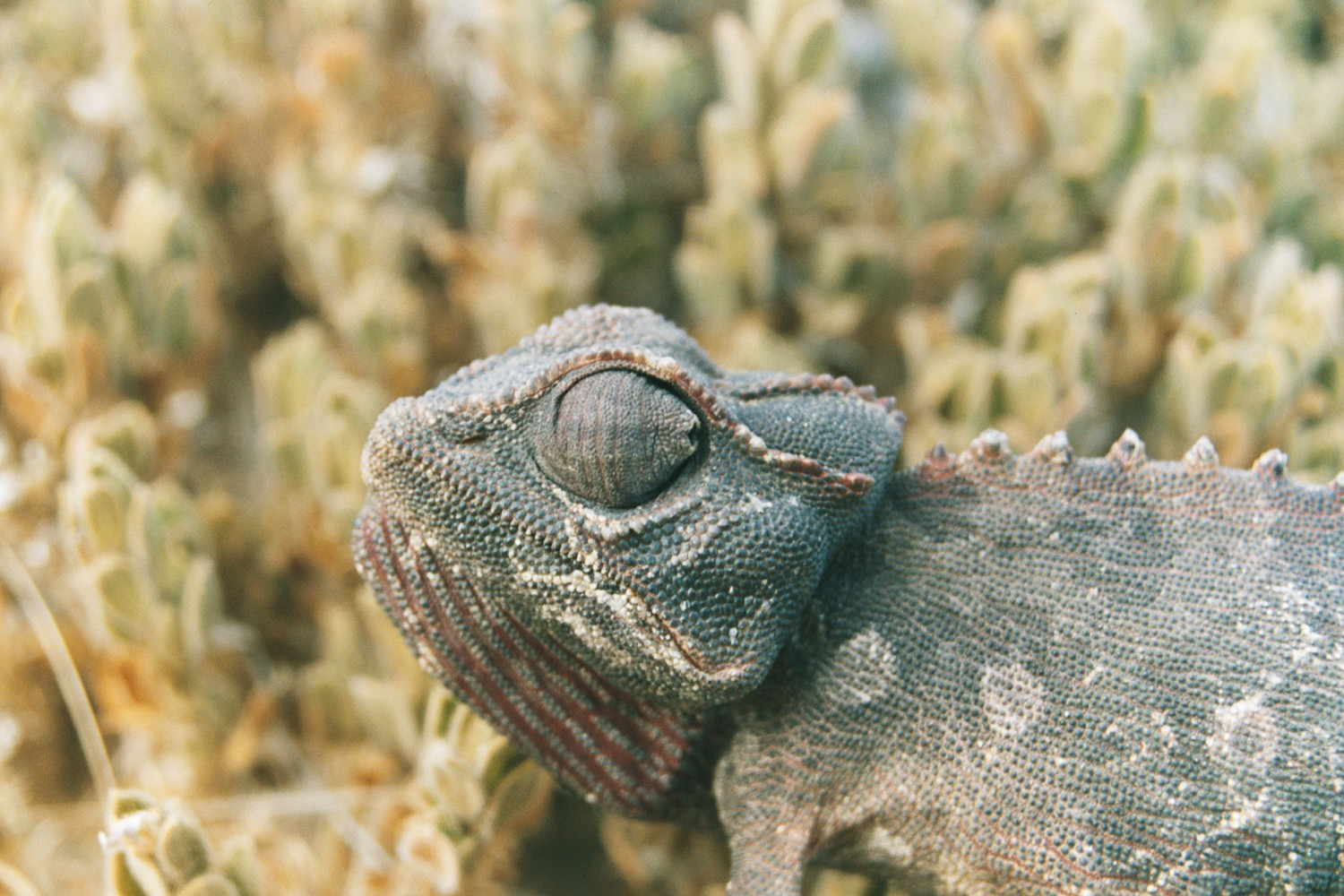